# Xylocopa grossa
Xylocopa grossa é un himenóptero ápido, uma entre cerca de quinhentas espécies de abelhas carpinteiras, pertencentes ao gênero Xylocopa establecido por Pierre André Latreille em 1802.

## Distribução
Até o momento, a distribuição dessas abelhas carpinteiras é limitada, com presença confirmada apenas na ilha de Jamaica, no Caribe.

## Taxonomia
Xylocopa grossa  foi descrita por Dru Drury no primeiro volume de seu trabalho em três volumes: «Illustrations of Natural History, Wherein are Exhibited Upwards of 240 Figures of Exotic Insects» publicada entre 1770 e 1787; logo revisada e reimpressa sob o título: «Illustrations of Exotic Entomology: containing upwards of six hundred and fifty figures and descriptions of foreign insects, interspersed with remarks and reflections on their nature and properties» em 1837, pelo editor britânico Henry George Bohn, com a colaboração de John Obadiah Westwood.